# Sergio Vázquez
Sergio Vázquez (* 23. listopad 1965, Buenos Aires, Argentina) je bývalý argentinský fotbalista.

## Reprezentace
Sergio Vázquez odehrál 30 reprezentačních utkání. S argentinskou reprezentací se zúčastnil Mistrovství světa 1994.

## Statistiky
| Argentina | Argentina | Argentina |
| Roky      | Záp.      | Góly      |
| --------- | --------- | --------- |
| 1991      | 11        | 0         |
| 1992      | 7         | 0         |
| 1993      | 7         | 0         |
| 1994      | 5         | 0         |
| Celkem    | 30        | 0         |